# Petter Thoresen (Badminton)
Petter Thoresen (* 12. Februar 1955) ist ein norwegischer Badmintonspieler. Else Thoresen ist seine Schwester.

## Karriere
Petter Thoresen war einer der erfolgreichsten Badmintonspieler in Norwegen in den 1970er Jahren bis hinein in die 1980er. Insgesamt gewann er fünf Juniorentitel und 15 Titel bei den Erwachsenen in seiner Heimat. Bei der Junioreneuropameisterschaft 1973 wurde er Zweiter im Einzel. 1977 und 1983 nahm er an den Badminton-Weltmeisterschaften teil.

## Sportliche Erfolge
| Saison | Veranstaltung                                | Disziplin    | Platz | Name                                |
| ------ | -------------------------------------------- | ------------ | ----- | ----------------------------------- |
| 1971   | Norwegen: Einzelmeisterschaften der Junioren | Herreneinzel | 1     | Petter Thoresen                     |
| 1972   | Norwegen: Einzelmeisterschaften der Junioren | Herreneinzel | 1     | Petter Thoresen                     |
| 1972   | Norwegen: Einzelmeisterschaften der Junioren | Herrendoppel | 1     | Haakon Ringdal / Petter Thoresen    |
| 1973   | Norwegen: Einzelmeisterschaften der Junioren | Herreneinzel | 1     | Petter Thoresen                     |
| 1973   | Norwegen: Einzelmeisterschaften der Junioren | Herrendoppel | 1     | Haakon Ringdal / Petter Thoresen    |
| 1973   | Norwegen: Einzelmeisterschaften              | Mixed        | 1     | Petter Thoresen / Inger Mette Olsen |
| 1973   | Junioren-Europameisterschaft                 | Herreneinzel | 2     | Peter Thoresen                      |
| 1974   | Norwegen: Einzelmeisterschaften              | Herrendoppel | 1     | Petter Thoresen / Haakon Ringdal    |
| 1974   | Norwegen: Einzelmeisterschaften              | Herreneinzel | 1     | Petter Thoresen                     |
| 1975   | Norwegen: Einzelmeisterschaften              | Herrendoppel | 1     | Petter Thoresen / Haakon Ringdal    |
| 1976   | Norwegen: Einzelmeisterschaften              | Herrendoppel | 1     | Petter Thoresen / Haakon Ringdal    |
| 1976   | Norwegen: Einzelmeisterschaften              | Herreneinzel | 1     | Petter Thoresen                     |
| 1977   | Norwegen: Einzelmeisterschaften              | Herrendoppel | 1     | Petter Thoresen / Haakon Ringdal    |
| 1979   | Norwegen: Einzelmeisterschaften              | Herreneinzel | 1     | Petter Thoresen                     |
| 1979   | Norwegen: Einzelmeisterschaften              | Herrendoppel | 1     | Petter Thoresen / Haakon Ringdal    |
| 1980   | Norwegen: Einzelmeisterschaften              | Herreneinzel | 1     | Petter Thoresen                     |
| 1980   | Norwegen: Einzelmeisterschaften              | Herrendoppel | 1     | Petter Thoresen / Haakon Ringdal    |
| 1981   | Norwegen: Einzelmeisterschaften              | Herrendoppel | 1     | Petter Thoresen / Haakon Ringdal    |
| 1981   | Norwegen: Einzelmeisterschaften              | Herreneinzel | 1     | Petter Thoresen                     |
| 1983   | Weltmeisterschaft                            | Herrendoppel | 17    | Peter Thoresen / Geir Dahl          |
| 1983   | Norwegen: Einzelmeisterschaften              | Herreneinzel | 1     | Petter Thoresen                     |
| 1984   | Norwegen: Einzelmeisterschaften              | Herreneinzel | 1     | Petter Thoresen                     |